# Mitglieder der Hamburgischen Bürgerschaft von 1919 bis 1933
Diese (unvollständige) Liste nennt einige Mitglieder der Hamburgischen Bürgerschaft während der Zeit von 1919 bis 1933 (Weimarer Republik).
| Bild                     | Name                        | Fraktion                                    | Zeitraum             | Anmerkungen |
| ------------------------ | --------------------------- | ------------------------------------------- | -------------------- | ----------- |
|                          | Kurt Adams                  | SPD                                         | 1924–1933            |             |
|                          | Franz Ahlgrimm              | DDP                                         | 1919–1921            |             |
|                          | Georg Ahrens                | NSDAP                                       | 1931–1933            |             |
|                          | Johann Albers               | NSDAP                                       |                      |             |
|                          | Wilhelm von Allwörden       | NSDAP                                       | 1931–1933            |             |
|                          | Georg Amlung                | SPD                                         | 1931–1933            |             |
|                          | Etkar André                 | KPD                                         | 1927–1933            |             |
|                          | Karl Appelbaum              | SPD                                         | 1919–1933            |             |
|                          | Hans Baas                   | KPD                                         |                      |             |
|                          | Hermann Bagge               | DVP                                         | 1919–1921            |             |
|                          | Richard Ballerstädt         | SPD                                         | 1919–1933            |             |
|                          | Hermann Basedow             | DDP                                         | 1919–1921            |             |
| Bernhard Bästlein        | Bernhard Bästlein           | KPD                                         | 1921–1933            |             |
|                          | Marie Bautz                 | SPD                                         | 1919–1924            |             |
|                          | Anton Becker                | KPD                                         | 1926–1931            |             |
| Hellmuth Becker          | Hellmuth Becker             | NSDAP                                       | 1932–1933            |             |
|                          | Lina Maria Becker           | KPD                                         | 1924–1927            |             |
|                          | Marie Becker                | DVP                                         | 1924–1927            |             |
|                          | Emmy Beckmann               | DDP, DStP                                   | 1921–1933            |             |
|                          | Johannes Begier             | SPD                                         | 1920–1921            |             |
|                          | Richard Behn                | DVP                                         | 1926–1931            |             |
|                          | Joseph Behring              | KPD                                         | 1921–1924            |             |
|                          | Ferdinand Beit              | DDP                                         | 1919–1924            |             |
| Paul Bergmann            | Paul Bergmann               | USPD, SPD                                   | 1919–1928            |             |
|                          | Franz Beyrich               | ZENTRUM                                     | 1929–1933            |             |
| Adolf Biedermann         | Adolf Biedermann            | SPD                                         | 1919–1927            |             |
|                          | Johann Birner               | SPD                                         | 1919–1924            |             |
|                          | Max Bleicken                | DDP                                         | 1919–1921            |             |
|                          | Theodor Blinckmann          | DDP                                         | 1919–1927            |             |
|                          | Georg Blume                 | SPD                                         | 1904–1910, 1913–1921 |             |
| Wilhelm Boltz            | Wilhelm Boltz               | NSDAP                                       | 1932–1933            |             |
|                          | Otto Borgner                | SPD                                         | 1931–1933            |             |
|                          | Hans von Borstel            | KPD, fraktionslos                           | 1921–1927            |             |
|                          | Otto Bottin                 | KPD                                         | 1931–1933            |             |
|                          | Gustav Brandt               | KPD                                         | 1931–1933            |             |
| Carl Brekelbaum          | Carl Brekelbaum             | DNVP                                        | 1921–1924            |             |
|                          | Wolfgang Brinckmann         | DDP                                         | 1919–1927, 1928–1930 |             |
| Johannes Büll            | Johannes Büll               | DDP                                         | 1919–1924            |             |
|                          | Carl Bunzel                 | DDP                                         | 1904–1918, 1919–1924 |             |
|                          | Carl Bussow                 | KPD                                         | 1924–1926            |             |
|                          | Valentin Ernst Burchard     | DStP                                        | 1932–1933            |             |
|                          | Paul de Chapeaurouge        | DVP                                         | 1919–1932            |             |
|                          | Carl Cohn                   | DDP                                         | 1919–1931            |             |
| Gustav Dahrendorf        | Gustav Dahrendorf           | SPD                                         | 1927–1933            |             |
|                          | Hermann von Dassel          | DNVP                                        | 1924–1929            |             |
| Walther Dauch            | Walther Dauch               | DVP                                         | 1921–1927            |             |
|                          | Karl Deters                 | DVP                                         | 1927–1932            |             |
|                          | Friedrich Dettmann          | KPD                                         | 1924–1933            |             |
| Bernhard Dinkgrefe       | Bernhard Dinkgrefe          | Zentrum                                     | 1919–1931            |             |
|                          | John Ehrenteit              | SPD, Gewerkschaftsfraktion, NSDAP-Hospitant | 1919–1933            |             |
|                          | Max Eichholz                | DDP, DStP                                   | 1921–1933            |             |
|                          | Hugo Eickhoff               | KPD                                         | 1931–1933            |             |
|                          | Heinrich Eisenbarth         | SPD                                         | 1919–1933            |             |
|                          | Emma Ender                  | DVP                                         | 1919–1924            |             |
|                          | Curt Engels                 | NSDAP                                       | 1931–1933            |             |
|                          | Fritz Esser                 | KPD                                         | 1921–1924, 1927–1933 |             |
| Henry Everling           | Henry Everling              | SPD                                         | 1919–1921            |             |
|                          | Otto Julius Fahr            | DVP                                         | 1919–1921            |             |
|                          | Wilhelm Fischer             | SPD                                         | 1919–1924            |             |
|                          | Friedrich Frank             | SPD                                         | 1928–1933            |             |
|                          | Gertrud Frehse              | DNVP                                        | 1924–1933            |             |
|                          | Carl Friederichs            | SPD                                         | 1924–1933            |             |
|                          | Hugo Gill                   | KPD                                         | 1932–1933            |             |
| Walter Gloy              | Walter Gloy                 | NSDAP                                       | 1931–1933            |             |
|                          | Heinrich Johann August Gock | DVP                                         | 1921–1927            |             |
|                          | Ernst Godeffroy             | DVP, NSDAP                                  | 1932–1933            |             |
|                          | Hans Gostomski              | KPD                                         | 1924–1925            |             |
|                          | Carl Grevsmühl              | DVP, DStP                                   | 1919–1931, 1932–1933 |             |
|                          | Berthold Grosse             | SPD                                         | 1919–1927            |             |
|                          | Louis Grünwaldt             | SPD                                         | 1919–1927            |             |
|                          | Gustav Grupe                | NSDAP                                       | 1931–1933            |             |
|                          | Gustav Gundelach            | KPD                                         | 1924–1933            |             |
| Karl Anton Gutknecht     | Karl Anton Gutknecht        | DNVP                                        | 1919–1921            |             |
|                          | Ketty Guttmann              | KPD                                         | 1921–1924            |             |
| Rudolf Habedank          | Rudolf Habedank             | NSDAP                                       | 1931–1933            |             |
|                          | Peter Hass                  | SPD                                         | 1933, 1946–1948      |             |
|                          | Theodor Haubach             | SPD                                         | 1927–1929            |             |
|                          | Max Hegemann                | SPD                                         | 1919–1921            |             |
|                          | Wilhelm Heidsiek            | SPD                                         | 1933                 |             |
|                          | August Hein                 | SPD                                         | 1930–1933            |             |
| August Hellmann          | August Hellmann             | SPD                                         | 1919–1921, 1924–1927 |             |
|                          | Ernst Henning               | KPD                                         | 1927–1931            |             |
|                          | Marie Henning               | KPD                                         | 1931–1933            |             |
| Harry Henningsen         | Harry Henningsen            | NSDAP                                       | 1930–1933            |             |
|                          | Paula Henningsen            | SPD                                         | 1921–1933            |             |
| Karl Hense               | Karl Hense                  | SPD                                         | 1919–1924, 1927–1933 |             |
|                          | Otto Hertling               | DDP, DStP                                   | 1927–1931, 1933      |             |
|                          | Johannes Hirsch             | Wirtschaftspartei, ab 1924 DVP              | 1919–1928            |             |
|                          | Walter Hochmuth             | KPD                                         | 1931–1933            |             |
|                          | Hermann Hoefer              | KPD                                         | 1928–1930            |             |
|                          | Erich Hoffmann              | KPD                                         | 1931–1932            |             |
|                          | Paul Hoffmann               | SPD                                         | 1919–1924            |             |
|                          | Wilhelm Holzmann            | NSDAP                                       | 1931–1933            |             |
|                          | Manfred Horowitz            | SPD                                         | 1919                 |             |
| Franz Jacob              | Franz Jacob                 | KPD                                         | 1932–1933            |             |
|                          | Karl Jahnke                 | KPD                                         | 1924–1926            |             |
| Paula Karpinski          | Paula Karpinski             | SPD                                         | 1931–1933            |             |
|                          | Theophil Kaufmann           | DDP, DStP                                   | 1928–1933            |             |
|                          | Martha Kimmerling           | SPD                                         | 1919–1921            |             |
| Hans Kippenberger        | Hans Kippenberger           | KPD                                         | 1924–1927            |             |
|                          | Joseph Klant                | Völkisch-sozialer Block, NSDAP              | 1924–1927            |             |
| Andreas Knack            | Andreas Knack               | SPD                                         | 1919–1933            |             |
|                          | Andreas Koch                | DNVP                                        | 1913–1933            |             |
| Christian Koch           | Christian Koch              | DDP, DStP                                   | 1919–1933            |             |
|                          | Emil Krause                 | SPD                                         | 1919–1933            |             |
|                          | Katharina Kuhn              | USPD                                        | 1919–1921            |             |
|                          | Walther Lamp’l              | SPD                                         | 1919–1921            |             |
|                          | Heinrich Landahl            | DDP, DStP                                   | 1924–1933            |             |
| Helene Lange             | Helene Lange                | DDP                                         | 1919–1921            |             |
| Kurt Lange               | Kurt Lange                  | NSDAP                                       | 1931–1933            |             |
|                          | Magda Langhans              | KPD                                         | 1931–1933            |             |
|                          | Carl Leo                    | DStP                                        | 1932–1933            |             |
| Friedrich Lesche         | Friedrich Lesche            | SPD                                         | 1919–1921            |             |
|                          | Max Leuteritz               | SPD                                         | 1919–1933            |             |
|                          | Alfred Levy                 | KPD                                         | 1921–1927            |             |
| Rudolf Lindau            | Rudolf Lindau               | KPD                                         | 1921–1924, 1927–1928 |             |
|                          | Adolf Lindemann             | DVP                                         | 1924–?               |             |
|                          | Hans Lindemann              | NSDAP                                       | 1932–1933            |             |
| Heinrich Lorenz          | Heinrich Lorenz             | SPD                                         | 1919–1921            |             |
|                          | Hans Lübbert                | DDP                                         | 1921–1924            |             |
|                          | Paul Luigs                  | ZENTRUM                                     | 1926–1933            |             |
|                          | Erich Lüth                  | DDP, RDP                                    | 1928–1931            |             |
|                          | Friedrich Lux               | KPD                                         | 1928–1933            |             |
|                          | Walter Matthaei             | DDP                                         | 1919–1929            |             |
| Karl Meitmann            | Karl Meitmann               | SPD                                         | 1931–1933            |             |
| Fritz Meyer              | Fritz Meyer                 | NSDAP                                       | 1931–1933            |             |
|                          | Max Mittelstein             | DVP                                         | 1919–1921            |             |
|                          | Hermann Nagel               | DNVP                                        | 1920–1933            |             |
|                          | Paul Neumann                | SPD                                         | 1921–1933            |             |
|                          | Arnold Nöldeke              | DDP                                         | 1919–1931            |             |
|                          | Friedrich Ofterdinger       | NSDAP                                       | 1931–1933            |             |
|                          | Karl Olfers                 | SPD                                         | 1919–1933            |             |
|                          | Hildegard Ollenhauer        | SPD                                         | 1933                 |             |
|                          | Hermann Okraß               | NSDAP                                       | 1933                 |             |
|                          | Friedrich Paeplow           | SPD                                         | 1919–1931            |             |
|                          | Adolf Panzner               | KPD                                         | 1931                 |             |
|                          | Herbert Pardo               | SPD                                         | 1919–1931            |             |
|                          | Richard Perner              | SPD                                         | 1919–1933            |             |
| Carl Wilhelm Petersen    | Carl Wilhelm Petersen       | DDP, DStP                                   | 1921–1924, 1928–1933 |             |
|                          | Wilhelm Petersen            | SPD, Gewerkschaftsfraktion, NSDAP-Hospitant | 1933                 |             |
| Carl Anton Piper         | Carl Anton Piper            | DVP                                         | 1924–1930            |             |
|                          | Curt Platen                 | DDP, DStP                                   | 1919–1933            |             |
|                          | Hans Carl Podeyn            | SPD                                         | 1924–1933            |             |
|                          | Willy Presche               | KPD                                         | 1926–1931            |             |
| Lothar Popp              | Lothar Popp                 | SPD                                         | 1924–1931            |             |
|                          | Frieda Radel                | DDP                                         | 1919–1927            |             |
| Walter Raeke             | Walter Raeke                | NSDAP                                       | 1931–1933            |             |
|                          | Fritz Reich                 | Wirtschaftspartei                           | 1927–1928            |             |
|                          | Hermann Reich               | USPD, KPD, KAG                              | 1919–1922            |             |
|                          | Adele Reiche                | SPD                                         | 1919–1931            |             |
| Helmut Reinke            | Helmut Reinke               | NSDAP                                       | 1928–1933            |             |
| Johanne Reitze           | Johanne Reitze              | SPD                                         | 1919–1921            |             |
|                          | Alfred Richter              | NSDAP                                       | 1931–1933            |             |
|                          | Erna Rieckmann              | USPD                                        | 1919–1920            |             |
|                          | Carl Ritscher               | DDP                                         | 1919–1921            |             |
| Friedrich Rode           | Friedrich Rode              | DVP                                         | 1919–1923            |             |
|                          | Erich Röper                 | DVP                                         | 1930–1931            |             |
| Rudolf Roß               | Rudolf Ross                 | SPD                                         | 1919–1933            |             |
|                          | Walter Rühl                 | USPD, KPD                                   | 1920–1925            |             |
|                          | Herbert Ruscheweyh          | SPD                                         | 1928–1933            |             |
|                          | Albert Sanneck              | KPD, SPD                                    | 1928–1931            |             |
| Anna Schaper             | Anna Schaper                | DNVP                                        | 1919–1924            |             |
|                          | Henry Schaper               | DDP                                         | 1919–1933            |             |
|                          | Ernst Schiele               | DVP                                         | 1919–1921            |             |
|                          | Eric Schlubach              | DNVP                                        | 1924–1927            |             |
|                          | Walter Schmedemann          | SPD                                         | 1932–1933            |             |
|                          | August Schmidt              | KPD                                         | 1927–1931            |             |
|                          | Adolph Schönfelder          | SPD                                         | 1919–1933            |             |
| Robert Schormann         | Robert Schormann            | NSDAP                                       | 1933                 |             |
| Carl August Schröder     | Carl August Schröder        | DVP, ab 1933 Kampffront Schwarz-Weiß-Rot    | 1921–1933            |             |
|                          | Minna Schröder              | SPD                                         | 1919–1921            |             |
|                          | Heinrich Schumann           | SPD                                         | 1919–1931            |             |
|                          | Otto Schumann               | SPD                                         | 1931–1933            |             |
|                          | Elisabeth Seifarth          | DDP                                         | 1919–1927            |             |
|                          | Karl Seß                    | USPD, KPD                                   | 1920–1927            |             |
| Georg Herman Sieveking   | Georg Herman Sieveking      | DVP                                         | 1919–1927            |             |
|                          | Theodor Skorzisko           | KPD                                         | 1931–1932            |             |
|                          | Heinrich Stahmer            | KPD, SPD                                    | 1924–1930            |             |
|                          | Friedrich Stanik            | NSDAP                                       | 1931–1933            |             |
|                          | Max Stavenhagen             | DNVP                                        | 1931–1933            |             |
|                          | Heinrich Steinfeldt         | SPD                                         | 1919–1933            |             |
|                          | Ida Stengele                | SPD                                         | 1919–1927            |             |
| Otto Stolten             | Otto Stolten                | SPD                                         | 1919–1927            |             |
|                          | Heinrich Stubbe             | SPD                                         | 1919–1931            |             |
|                          | Julie Stubbe                | SPD                                         | 1919–1924            |             |
| Peter Stubmann           | Peter Stubmann              | DDP, DStP                                   | 1920–1933            |             |
|                          | Paul Tastesen               | KPD                                         | 1927–1931            |             |
| Ernst Thälmann           | Ernst Thälmann              | USPD, KPD                                   | 1919–1933            |             |
| Georg Thilenius          | Georg Thilenius             | DVP                                         | 1921–1924            |             |
|                          | Magda Thürey                | KPD                                         | 1932–1933            |             |
|                          | Max Traeger                 | DDP, DStP                                   | 1927–1933            |             |
|                          | Hugo Urbahns                | KPD                                         | 1921–1927            |             |
|                          | Johann Friedolf Wahlgreen   | KPD                                         | 1927–1933            |             |
| Albert Walter            | Albert Walter               | KPD                                         | 1924–1933            |             |
|                          | Paul Weinheber              | SPD                                         | 1919–1931            |             |
|                          | Bertha Wendt                | DDP                                         | 1919–1924            |             |
|                          | Hans Westermann             | KPD                                         | 1927–1930            |             |
|                          | Johann Westphal             | KPD                                         | 1924–1933            |             |
| August Winnig            | August Winnig               | SPD, ab 1920 fraktionslos                   | 1919–1921            |             |
|                          | Carl Julius Witt            | DVFP, ab 1927 DNVP, ab 1. Mai 1933 NSDAP    | 1924–1933            |             |
| Franz Heinrich Witthoeft | Franz Heinrich Witthoefft   | DVP, NSDAP                                  | 1919–1933            |             |
|                          | John Wittorf                | KPD                                         | 1927–1928            |             |
|                          | Alice Wosikowski            | KPD                                         | 1928–1933            |             |
|                          | Franz Christian Wulff       | Gast der Fraktion Wirtschaftspartei         | 1919–1921            |             |
|                          | Margarete Zabe              | SPD                                         | 1919–1933            |             |
|                          | August Ziehl                | KPD                                         | 1924–1931            |             |